# Simyra gemipuncta
Simyra gemipuncta är en fjärilsart som beskrevs av Boldt 1939. Simyra gemipuncta ingår i släktet Simyra och familjen nattflyn. Inga underarter finns listade i Catalogue of Life.